# Strobilidiidae
Famille
Synonymes
- Strobilididae Jankowski, 1980

Les Strobilidiidae sont une famille de Ciliés de la classe des Oligotrichea et de l’ordre des Choreotrichida.

## Étymologie
Le nom de la famille vient du genre type Strobilidium, dérivé du grec στροβιλ / strobil, « toupie ; pomme de pin », en référence à la forme spiralée de la frange de cil de cet organisme.
De fait, la « spirale caractéristique des kinés somatiques au pôle postérieur » est utilisé comme caractère générique des Strobilidium. Les strobilididés dépourvus d'une telle spirale caudale étant transféré dans le genre Rimostrombidium,.

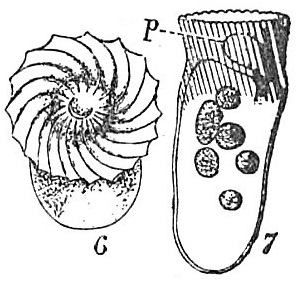
Strobilidium typicum p, tube oral vu à travers la couronne péristomiale de membranellae apparemment coalescente.
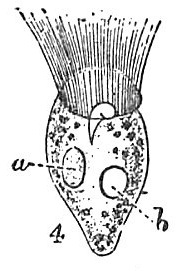
Strombidium claparedei Kent, 1882 alias Strobilidium gyrans Fromentel, 1874 a, macronoyau b, vacuole contractile.

## Description
En 1909, Jean Roux fait la description suivante du genre Strobilidium : 

« Corps pyriforme, un peu rétréci et tronqué en avant ; en arrière, fortement rétréci et terminé en une courte queue tronquée. Partie antérieure occupée par le champ péristomien, convexe à droite. Zone adorale puissante, membranelles nombreuses, longues et fortes, recourbées et pointues. Cette zone décrit une spirale complète, très aplatie. Pas de pharynx. À l'extrémité postérieure, déprimée, se trouve la bouche, près de laquelle les membranelles diminuent de longueur. Extrémité postérieure amincie, munie de courtes stries longitudinales souvent enflées à l'extrémité en forme de boutons. Cette extrémité sert à l'adhésion de l'animal et semble fonctionner comme une petite ventouse ou pince multidactyle. »

## Liste des genres
Selon GBIF (4 octobre 2022) :
- Patronella Corliss, 1979
- Pelagostrobilidium Petz, Song & Wilbert, 1995
- Rimostrombidium Jankowski, 1978
- Strobilidium Schewiakoff, 1892[1]
  - Espèce type Strombidium caudatum Lynn & Montagnes, 1988

Synonymes
- Stombilidium
- Strombidium Bütschli : il y a un doute sur l'attribution de ce genre à cet auteur
- Strombidium Claparède & Lachmann, 1859
- Strombilidium Schewiakoff, 1892 - Neave, 1940 : orthographe incorrecte ultérieure
- Turbilina Enriques, 1908

## Systématique
En 1859, Claparede & Lachmann, lorsqu'ils ont créé le genre qui allait devenir le genre type de cette famille, utilisèrent successivement deux orthographes : Strombidion et Strombidium ; l'orthographe Strombidium a été retenue mais est devenue nomen oblitum (nom oublié) au profit de Strobilidium.
Le nom valide de la famille est Strobilidiidae Kahl in Doflein & Reichenow, 1929. En effet, selon l'IRMNG (5 octobre 2022) le nom Strobilididae Jankowski, 1980 est invalide.